# Atletisme als Jocs Olímpics d'Estiu de 1928 - 100 metres masculins
Els 100 metres masculins va ser una de les proves del programa d'atletisme disputades durant els Jocs Olímpics d'Amsterdam de 1928. La prova es va disputar el 29 i 30 de juliol de 1928. 81 atletes hi estaven inscrits, tot i que finalment sols hi van prendre part 76 atletes de 32 nacions diferents. La participació estava limitada a quatre atletes per país.
Aquesta va ser la vuitena vegada que es va disputar aquesta prova, havent-se disputat en tots els Jocs Olímpics des de la primera edició, el 1896. Cap dels finalistes de 1924 va prendre-hi part. Entre els principals favorits hi havia Frank Wykoff, guanyador de les proves olímpiques dels Estats Units; el britànic Jack London i l'alemany Georg Lammers.

## Medallistes
| Or                   | Plata             | Bronze              |
| Percy Williams (CAN) | Jack London (GBR) | Georg Lammers (GER) |

## Format de la competició
La competició va utilitzar el format de quatre rondes introduït el 1920: eliminatòries, quarts de final, semifinals i final. Hi va haver 16 sèries d'entre 3 i 6 corredors cadascuna, amb els 2 primers de cadascuna d'elles que passaven als quarts de final. Els quarts de final van constar de 6 sèries de 5 o 6 atletes cadascuna; els dos primers classificats de cada sèrie van passar a les semifinals. Hi va haver 2 semifinals, cadascuna amb 6 corredors. En aquesta ronda, els tres millors atletes van passar a la final. La final va comptar amb 6 corredors. Les curses es van córrer en una pista de 400 metres.

## Rècords
Aquests eren els rècords del món i olímpic que hi havia abans de la celebració dels Jocs Olímpics de 1928.
| Rècord del Món | 10.4 | Charlie Paddock   | Redlands (USA) | 23 d'abril de 1921    |
| Rècord Olímpic | 10.6 | Donald Lippincott | Estocolm (SWE) | 6 de juliol de 1912   |
| Rècord Olímpic | 10.6 | Harold Abrahams   | París (FRA)    | 6/7 de juliol de 1924 |

Percy Williams va igualar el rècord olímpic amb 10,6 segons en la quarta sèrie de la segona ronda. A la primera semifinal, Williams, Robert McAllister i Wilfred Legg van igualar el mateix rècord.

## Resultats

### Sèries
Els dos primers classificats de cadascuna de les setze sèries passava a quarts de final.
Sèrie 1
| Pos. | Atleta           | Nació         | Temps | Notes |
| ---- | ---------------- | ------------- | ----- | ----- |
| 1    | John Fitzpatrick | Canadà        | 11.0  | Q     |
| 2    | Richard Corts    | Alemanya      | 11.0  | Q     |
| 3    | Willy Dujardin   | Bèlgica       | 11.2  |       |
| 4    | Wilhelm Hennings | Països Baixos | 11.4  |       |
| 5    | Angelos Lambrou  | Grècia        | 11.4  |       |

Sèrie 2
| Pos. | Atleta                     | Nació      | Temps      | Notes |
| ---- | -------------------------- | ---------- | ---------- | ----- |
| 1    | Sydney Atkinson            | Sud-àfrica | 11.2       | Q     |
| 2    | André Mourlon              | França     | 11.3       | Q     |
| 3    | Jesús Moraila              | Mèxic      | Desconegut |       |
| 4    | Franco Reyser              | Itàlia     | Desconegut |       |
| —    | Friedrich-Wilhelm Wichmann | Alemanya   | DNS        |       |

Sèrie 3
| Pos. | Atleta                | Nació         | Temps         | Notes |
| ---- | --------------------- | ------------- | ------------- | ----- |
| 1    | Frank Wykoff          | Estats Units  | 11.0          | Q     |
| 2    | Paul Brochart         | Bèlgica       | Desconegut    | Q     |
| 3    | Jaap Boot             | Països Baixos | Desconegut(*) |       |
| 4    | Mario Gómez Daza      | Mèxic         | Desconegut    |       |
| 5    | Konstantinos Petridis | Grècia        | Desconegut    |       |
| 6    | Fernando Muñagorri    | Espanya       | Desconegut    |       |

(*) Algunes fonts atribueixen el tercer lloc a Gómez Daza i situen a Boot en quarta posició. (L'informe oficial no mostrava la classificació.)

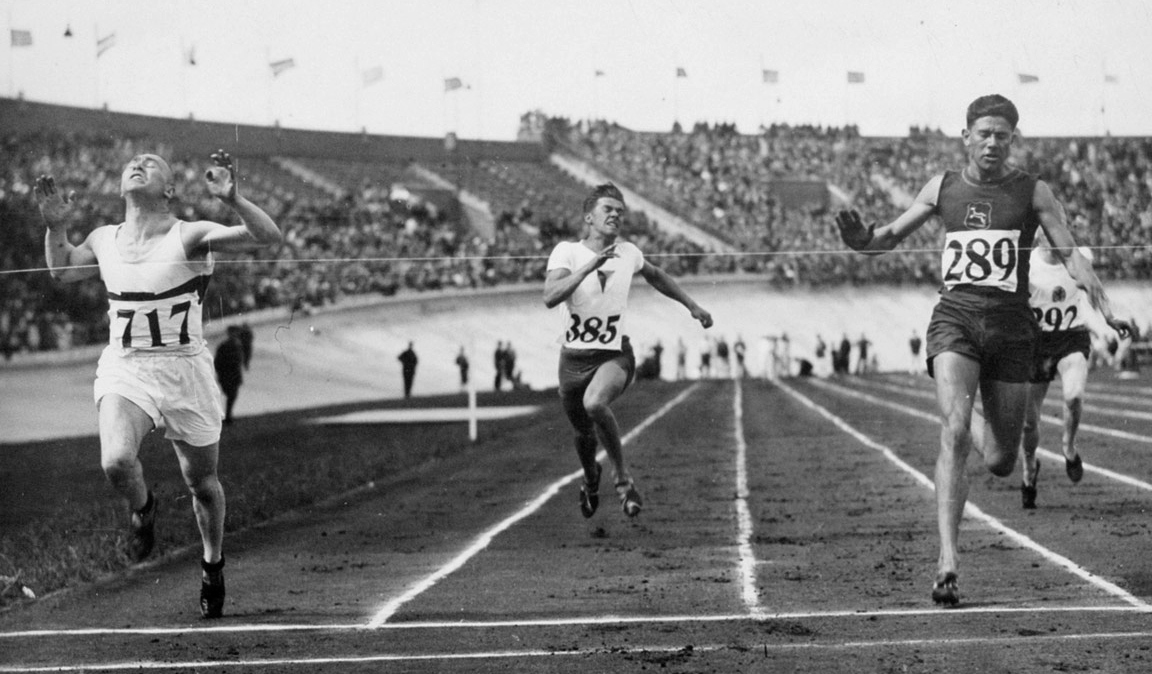
Sèrie 8: Hubert Houben, Karel Kněnický, Johannes Viljoen

Sèrie 4
| Pos. | Atleta               | Nació      | Temps      | Notes |
| ---- | -------------------- | ---------- | ---------- | ----- |
| 1    | Ferenc Gerő          | Hongria    | 10.8       | Q     |
| 2    | Aubrey Burton-Durham | Sud-àfrica | Desconegut | Q     |
| 3    | Willy Weibel         | Suïssa     | 11.4       |       |
| 4    | Diego Ordóñez        | Espanya    | 11.4       |       |
| 5    | John Heap            | Regne Unit | Desconegut |       |
| 6    | Eduardo Albe         | Argentina  | Desconegut |       |

Sèrie 5
| Pos. | Atleta           | Nació      | Temps      | Notes |
| ---- | ---------------- | ---------- | ---------- | ----- |
| 1    | Jack London      | Regne Unit | 10.8       | Q     |
| 2    | George Hester    | Canadà     | Desconegut | Q     |
| 3    | Ladislau Peter   | Romania    | Desconegut |       |
| 4    | Francisco Costas | Mèxic      | Desconegut |       |
| 5    | Mehmet Ali Aybar | Turquia    | Desconegut |       |

Sèrie 6
| Pos. | Atleta             | Nació     | Temps      | Notes |
| ---- | ------------------ | --------- | ---------- | ----- |
| 1    | Juan Bautista Pina | Argentina | 11.0       | Q     |
| 2    | Ralph Adams        | Canadà    | Desconegut | Q     |
| 3    | Edgardo Toetti     | Itàlia    | Desconegut |       |
| 4    | Iwao Aizawa        | Japó      | Desconegut |       |
| 5    | Semih Türkdoğan    | Turquia   | Desconegut |       |

Sèrie 7
| Pos. | Atleta            | Nació      | Temps      | Notes |
| ---- | ----------------- | ---------- | ---------- | ----- |
| 1    | Wilfred Legg      | Sud-àfrica | 11.0       | Q     |
| 2    | Cyril Gill        | Regne Unit | 11.0       | Q     |
| 3    | Rodolfo Wagner    | Xile       | Desconegut |       |
| —    | Sándor Hajdú      | Hongria    | DNS        |       |
| —    | Giuseppe Castelli | Itàlia     | DNS        |       |

Sèrie 8
| Pos. | Atleta           | Nació          | Temps | Notes |
| ---- | ---------------- | -------------- | ----- | ----- |
| 1    | Hubert Houben    | Alemanya       | 11.0  | Q     |
| 2    | Johannes Viljoen | Sud-àfrica     | 11.0  | Q     |
| 3    | Karel Kněnický   | Txecoslovàquia | 11.3  |       |
| 4    | Dolf Benz        | Països Baixos  | 11.4  |       |

Sèrie 9
| Pos. | Atleta           | Nació     | Temps      | Notes |
| ---- | ---------------- | --------- | ---------- | ----- |
| 1    | Georg Lammers    | Alemanya  | 10.8       | Q     |
| 2    | André Théard     | Haití     | Desconegut | Q     |
| 3    | János Paizs      | Hongria   | Desconegut |       |
| 4    | Leo Jørgensen    | Dinamarca | Desconegut |       |
| 5    | Jean Moulin      | Luxemburg | Desconegut |       |
| 6    | Renos Frangoudis | Grècia    | Desconegut |       |

Sèrie 10
| Pos. | Atleta              | Nació          | Temps      | Notes |
| ---- | ------------------- | -------------- | ---------- | ----- |
| 1    | Walter Rangeley     | Regne Unit     | 11.0       | Q     |
| 2    | Rinus van den Berge | Països Baixos  | 11.1       | Q     |
| 3    | Johann Bartl        | Txecoslovàquia | Desconegut |       |
| 4    | Şinasi Şahingiray   | Turquia        | Desconegut |       |

Sèrie 11
| Pos. | Atleta          | Nació     | Temps      | Notes |
| ---- | --------------- | --------- | ---------- | ----- |
| 1    | István Raggambi | Hongria   | 11.0       | Q     |
| 2    | Jimmy Carlton   | Austràlia | 11.1       | Q     |
| 3    | Alberto Barucco | Argentina | Desconegut |       |
| 4    | Óscar Alvarado  | Xile      | Desconegut |       |
| 5    | Joan Serrahima  | Espanya   | Desconegut |       |
| 6    | Ronald Burns    | Índia     | Desconegut |       |

Sèrie 12
| Pos. | Atleta            | Nació          | Temps      | Notes |
| ---- | ----------------- | -------------- | ---------- | ----- |
| 1    | Percy Williams    | Canadà         | 11.0       | Q     |
| 2    | Jaroslav Vykoupil | Txecoslovàquia | Desconegut | Q     |
| 3    | André Dufau       | França         | Desconegut |       |
| 4    | José de Lima      | Portugal       | Desconegut |       |
| 5    | Haris Šveminas    | Lituània       | Desconegut |       |

Sèrie 13
| Pos. | Atleta          | Nació        | Temps      | Notes |
| ---- | --------------- | ------------ | ---------- | ----- |
| 1    | José Barrientos | Cuba         | 11.0       | Q}    |
| 2    | André Cerbonney | França       | Desconegut | Q     |
| 3    | Fred Zinner     | Bèlgica      | Desconegut |       |
| -    | Arthur Porritt  | Nova Zelanda | DNS        |       |

Sèrie 14
| Pos. | Atleta             | Nació        | Temps | Notes |
| ---- | ------------------ | ------------ | ----- | ----- |
| 1    | Claude Bracey      | Estats Units | 11.0  | Q     |
| 2    | Gilbert Auvergne   | França       | 11.1  | Q     |
| 3    | Hermann Geißler    | Àustria      | 11.2  |       |
| 4    | Risto Mattila      | Finlàndia    | 11.3  |       |
| 5    | Emmanuel Goldsmith | Suïssa       | 11.5  |       |
| 6    | George Schmit      | Luxemburg    | 12.2  |       |

Sèrie 15
| Pos. | Atleta          | Nació        | Temps      | Notes |
| ---- | --------------- | ------------ | ---------- | ----- |
| 1    | Henry Russell   | Estats Units | 11.0       | Q     |
| 2    | Denis Cussen    | Irlanda      | Desconegut | Q     |
| 3    | Willy Tschopp   | Suïssa       | Desconegut |       |
| 4    | Adolphe Groscol | Bèlgica      | Desconegut |       |

Sèrie 16
| Pos. | Atleta              | Nació        | Temps      | Notes |
| ---- | ------------------- | ------------ | ---------- | ----- |
| 1    | Bob McAllister      | Estats Units | 10.8       | Q     |
| 2    | Anselmo Gonzaga     | Filipines    | Desconegut | Q     |
| 3    | Enrique de Chávarri | Espanya      | Desconegut |       |
| 4    | Frédéric Eyschen    | Luxemburg    | Desconegut |       |
| 5    | H. Enis             | Turquia      | DNS        |       |

### Quarterfinals
Els dos primers classificats de cadascuna de les sis sèries passen a semifinals.
Quarts de final 1
| Pos. | Atleta              | Nació          | Temps      | Notes |
| ---- | ------------------- | -------------- | ---------- | ----- |
| 1    | Wilfred Legg        | Sud-àfrica     | 10.8       | Q     |
| 2    | John Fitzpatrick    | Canadà         | Desconegut | Q     |
| 3    | Ferenc Gerő         | Hongria        | Desconegut |       |
| 4    | Rinus van den Berge | Països Baixos  | Desconegut |       |
| 5    | Denis Cussen        | Irlanda        | Desconegut |       |
| 6    | Jaroslav Vykoupil   | Txecoslovàquia | Desconegut |       |

Quarts de final 2
| Pos. | Atleta               | Nació        | Temps      | Notes |
| ---- | -------------------- | ------------ | ---------- | ----- |
| 1    | Robert McAllister    | Estats Units | 10.8       | Q     |
| 2    | Richard Corts        | Alemanya     | 11.0       | {Q    |
| 3    | Cyril Gill           | Regne Unit   | Desconegut |       |
| 4    | István Raggambi      | Hongria      | Desconegut |       |
| 5    | Aubrey Burton-Durham | Sud-àfrica   | Desconegut |       |
| 6    | André Cerbonney      | França       | Desconegut |       |

Quarts de final 3
| Pos. | Atleta           | Nació        | Temps      | Notes |
| ---- | ---------------- | ------------ | ---------- | ----- |
| 1    | Henry Russell    | Estats Units | 10.8       | Q     |
| 2    | Hubert Houben    | Alemanya     | Desconegut | Q     |
| 3    | Gilbert Auvergne | França       | Desconegut |       |
| 4    | George Hester    | Canadà       | Desconegut |       |
| 5    | Sydney Atkinson  | Sud-àfrica   | Desconegut |       |

Quarts de final 4
| Pos. | Atleta          | Nació      | Temps      | Notes |
| ---- | --------------- | ---------- | ---------- | ----- |
| 1    | Percy Williams  | Canadà     | 10.6       | Q =OR |
| 2    | Jack London     | Regne Unit | 10.8       | Q     |
| 3    | André Théard    | Haití      | Desconegut |       |
| 4    | André Mourlon   | França     | Desconegut |       |
| 5    | José Barrientos | Cuba       | Desconegut |       |

Quarts de final 5
| Pos. | Atleta             | Nació        | Temps      | Notes |
| ---- | ------------------ | ------------ | ---------- | ----- |
| 1    | Frank Wykoff       | Estats Units | 10.8       | Q     |
| 2    | Juan Bautista Pina | Argentina    | Desconegut | Q     |
| 3    | Johannes Viljoen   | Sud-àfrica   | Desconegut |       |
| 4    | Anselmo Gonzaga    | Filipines    | Desconegut |       |
| 5    | Jimmy Carlton      | Austràlia    | 11.0       |       |

Quarts de final 6
| Pos. | Atleta          | Nació        | Temps      | Notes |
| ---- | --------------- | ------------ | ---------- | ----- |
| 1    | Claude Bracey   | Estats Units | 10.8       | Q     |
| 2    | Georg Lammers   | Alemanya     | Desconegut | Q     |
| 3    | Walter Rangeley | Regne Unit   | Desconegut |       |
| 4    | Ralph Adams     | Canadà       | Desconegut |       |
| 5    | Paul Brochart   | Bèlgica      | Desconegut |       |

### Semifinals
Els tres primers classificats de cadascuna de les dues semifinals passen a la final.
Semifinal 1
| Pos. | Atleta             | Nació        | Temps | Notes  |
| ---- | ------------------ | ------------ | ----- | ------ |
| 1    | Robert McAllister  | Estats Units | 10.6  | Q, =OR |
| 2    | Percy Williams     | Canadà       | 10.6  | Q, =OR |
| 3    | Wilfred Legg       | Sud-àfrica   | 10.6  | Q. =OR |
| 4    | Hubert Houben      | Alemanya     | 10.7  |        |
| 5    | Claude Bracey      | Estats Units | 10.8  |        |
| 6    | Juan Bautista Pina | Argentina    | 11.0  |        |

Semifinal 2
| Pos. | Atleta           | Nació        | Temps | Notes  |
| ---- | ---------------- | ------------ | ----- | ------ |
| 1    | Jack London      | Regne Unit   | 10.6  | Q, =OR |
| 2    | Georg Lammers    | Alemanya     | 10.7  | Q      |
| 3    | Frank Wykoff     | Estats Units | 10.7  | Q      |
| 4    | Henry Russell    | Estats Units | 10.8  |        |
| 5    | Richard Corts    | Alemanya     | 10.8  |        |
| 6    | John Fitzpatrick | Canadà       | 10.9  |        |

### Final

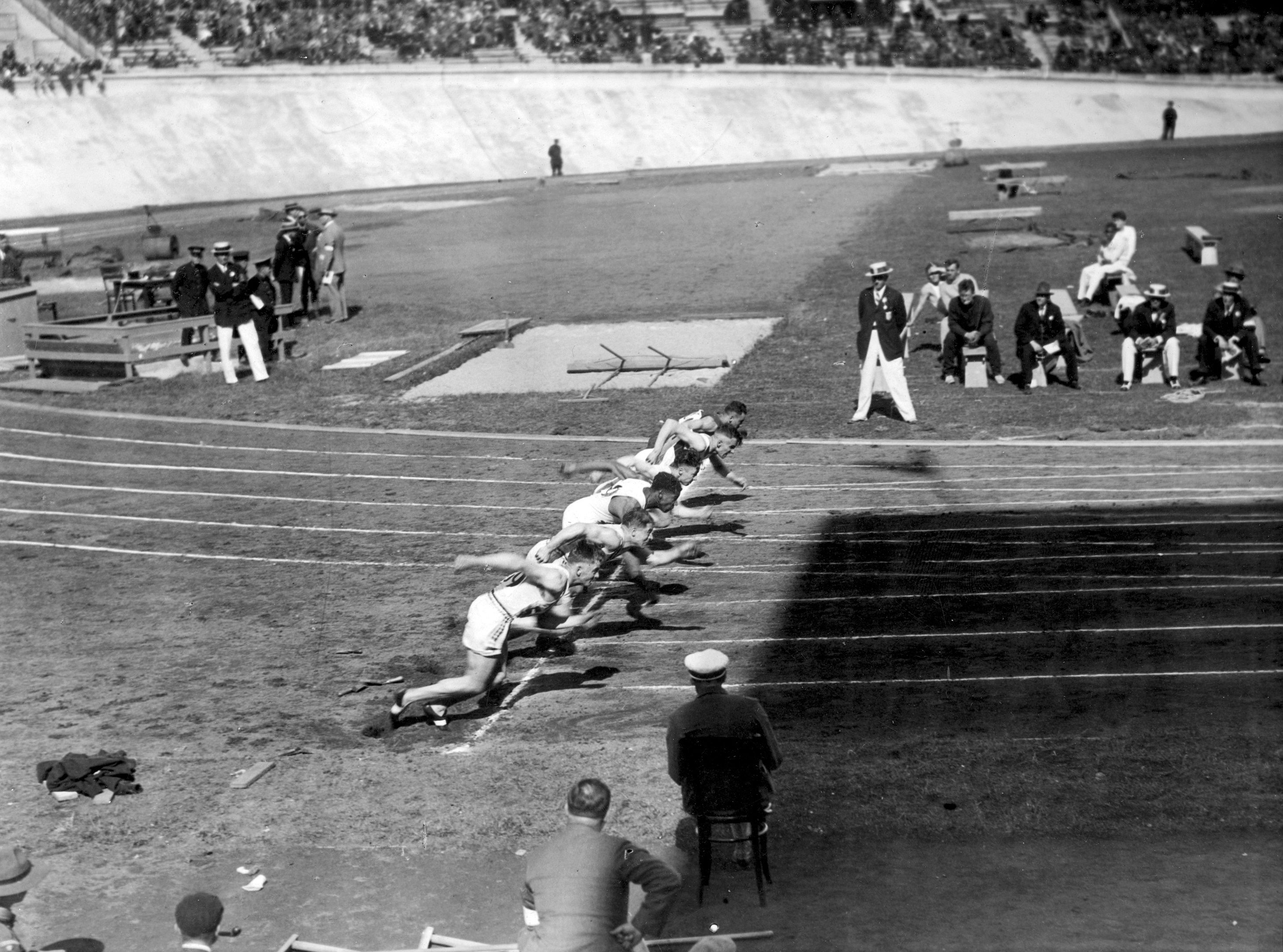
Final dels 100 metres

Hi va haver dues sortides nul·les, de Legg i Wykoff. Una vegada que la final va començar amb èxit, Williams va prendre el lideratge des d'un bon començament i no el va deixar en cap moment.
| Pos. | Atleta            | Nació        | Temps |
| ---- | ----------------- | ------------ | ----- |
| 1    | Percy Williams    | Canadà       | 10.8  |
| 2    | Jack London       | Regne Unit   | 10.9  |
| 3    | Georg Lammers     | Alemanya     | 10.9  |
| 4    | Frank Wykoff      | Estats Units | 11.0  |
| 5    | Wilfred Legg      | Sud-àfrica   | 11.0  |
| 6    | Robert McAllister | Estats Units | 11.0  |